# Karima Benameur
Karima Benameur (Bédarieux, 13 aprile 1989) è un'ex calciatrice francese, di ruolo portiere.

## Carriera

### Club

#### Giovanili
Nata a Bédarieux, in Francia inizia a giocare a calcio a 7 anni nel Gallia Club Il Bousquetin nel 2002 si trasferisce  al Entente Orb Gravezon dove gioca per due anni. Successivamente si trasferisce al'USB pays d'Orb e al Montpellier.

#### Professionista
Inizia la sua carriera da professionista al CNFE Clairefontaine dove gioca 18 partite dal 2005 al 2007.
Nell'estate del 2007 si trasferisce al Saint-Étienne con cui gioca 30 partite. A gennaio 2009 su trasferisce al Rodez dove gioca soltanto 2 partite. Nel 2009 si trasferisce al Tolosa dove gioca per due anni sino al 2012 quando si trasferisce nuovamente al Rodez stavolta giocando 15 partite.
Nel 2012 si trasferisce al Paris Saint-Germain che lascia nel maggio 2015 trasferendosi al FCF Juvisy
Nel 2017 si trasferisce  al Paris FC.

### Nazionale
Fa il suo esordio con la nazionale francese il 27 ottobre 2009 durante una partita delle Qualificazioni al campionato europeo femminile di calcio 2009 sostituendo Sarah Bouhaddi al 85' minuto contro la Serbia.

## Statistiche

### Cronologia delle presenze e delle reti in nazionale
| Cronologia completa delle presenze e delle reti in nazionale ― Francia | Cronologia completa delle presenze e delle reti in nazionale ― Francia | Cronologia completa delle presenze e delle reti in nazionale ― Francia | Cronologia completa delle presenze e delle reti in nazionale ― Francia | Cronologia completa delle presenze e delle reti in nazionale ― Francia | Cronologia completa delle presenze e delle reti in nazionale ― Francia | Cronologia completa delle presenze e delle reti in nazionale ― Francia | Cronologia completa delle presenze e delle reti in nazionale ― Francia |
| Data                                                                   | Città                                                                  | In casa                                                                | Risultato                                                              | Ospiti                                                                 | Competizione                                                           | Reti                                                                   | Note                                                                   |
| ---------------------------------------------------------------------- | ---------------------------------------------------------------------- | ---------------------------------------------------------------------- | ---------------------------------------------------------------------- | ---------------------------------------------------------------------- | ---------------------------------------------------------------------- | ---------------------------------------------------------------------- | ---------------------------------------------------------------------- |
| 27/10/2010                                                             |                                                                        | Serbia                                                                 | 0 - 8                                                                  | Francia                                                                | Qualificazioni al campionato europeo femminile di calcio 2009          | -                                                                      |                                                                        |
| 24/8/2011                                                              |                                                                        | Francia                                                                | 2 - 0                                                                  | Polonia                                                                | Amichevole                                                             | -                                                                      |                                                                        |
| 2017                                                                   |                                                                        | Francia                                                                | 0 - 0                                                                  | Svezia                                                                 | Amichevole                                                             | -                                                                      |                                                                        |
| 2018                                                                   |                                                                        | Inghilterra                                                            | 4 - 1                                                                  | Francia                                                                | Amichevole                                                             | -4                                                                     |                                                                        |
| 2018                                                                   |                                                                        | Francia                                                                | 8 - 1                                                                  | Nigeria                                                                | Amichevole                                                             | -1                                                                     |                                                                        |
| Totale                                                                 |                                                                        | Presenze                                                               | 5                                                                      |                                                                        | Reti                                                                   | -5                                                                     |                                                                        |

## Palmarès

### Club
- FA Women's League Cup: 1

Manchester City: 2021-2022